# Cantó d'Obernai
El cantó d'Obernai (alsacià Kanton Ewernàhn) és una divisió administrativa francesa situat al departament del Baix Rin i a la regió del Gran Est. Des del 2015 té 25 municipis i el cap és Obernai.

## Municipis
1. Andlau
2. Barr
3. Bernardswiller
4. Bernardvillé
5. Blienschwiller
6. Bourgheim
7. Dambach-la-Ville
8. Eichhoffen
9. Epfig
10. Gertwiller
11. Goxwiller
12. Heiligenstein
13. Le Hohwald
14. Itterswiller
15. Krautergersheim
16. Meistratzheim
17. Mittelbergheim
18. Niedernai
19. Nothalten
20. Obernai
21. Reichsfeld
22. Saint-Pierre
23. Stotzheim
24. Valff
25. Zellwiller